# European Journal of Cell Biology
European Journal of Cell Biology is een internationaal, aan collegiale toetsing onderworpen wetenschappelijk tijdschrift op het gebied van de celbiologie.
De naam wordt in literatuurverwijzingen meestal afgekort tot Eur. J. Cell Biol.
Het wordt uitgegeven door Elsevier namens de Deutsche Gesellschaft für Elektronenmikroskopie en verschijnt maandelijks.
Het tijdschrift is opgericht in 1969 onder de naam Cytobiologie. De huidige naam dateert uit 1979.